# 吉田製蝋所
吉田製蝋所（よしだせいろうじょ）は、和歌山県海南市にある木蝋製造所。
和歌山県産ブドウハゼの実を伝統的な手法で搾る県内唯一の製蝋所。

## 概要
5代目吉田忠司が営む。明治13年（1880年）頃から農業と兼業で製蝋を行う。
2017年に和歌山県紀美野町でブドウハゼの原木が発見され2020年に県指定文化財 (天然記念物) に再指定されたことなどを機にりら創造芸術高等学校や県林業試験場などとブドウハゼ産業化の協働をする。
伝統製法などで製造する和蝋燭業者などに木蝋を卸す。
「玉締め式圧搾機」を使用する日本国内に残る数少ない製蝋所のひとつ。

## 参考資料
- 地方自治体・地域自治組織
  - ブドウハゼの原木 紀美野町
  - ブドウハゼ産業化情報交換会・接ぎ木研修会 わかやま県政ニュース
  - りら創造芸術高に特別賞 特用林産功労者 わかやま新報
- 新聞
  - 60年前に枯死の原木、生きてた？ 女子高校生が大発見 朝日新聞デジタル
  - 枯死した？天然記念物のブドウハゼ 高校生が原木発見 和歌山県は再指定目指す 和ろうそく原料 産経ニュース